# Agrypon favoniuse
Agrypon favoniuse är en stekelart som beskrevs av Tohru Uchida 1954. Agrypon favoniuse ingår i släktet Agrypon och familjen brokparasitsteklar. Inga underarter finns listade i Catalogue of Life.